# Алаверді (кафедральний собор)
Алаве́рді  (груз. ალავერდი) — кафедральний собор поблизу м. Ахмета (Кахетія), визначна пам'ятка грузинської архітектури 1-ї пол. 11 ст.

## Опис
За типом — це хрестокупольний храм з абсидами з двох (пд. і пн.) і галереями з трьох (пд., пн. і зх.) боків.
Характеризується стрункістю пропорцій, злагодженістю плану, стриманістю декоративного оздоблення та досконалістю конструкцій.